# The Dean Martin TV Show
Albums de Dean Martin
The Dean Martin Christmas Album
(1966) Happiness Is Dean Martin
(1967)
The Dean Martin TV Show est un album studio du chanteur américain Dean Martin, sorti en 1966. 

## Création et sortie
Produit par Jimmy Bowen et arrangé par Ernie Freeman, l'album bénéficie de la participation des musiciens de l'orchestre de Les Brown,.
Dernier des cinq albums commercialisés par Dean Martin en 1966, The Dean Martin TV Show tire son nom de l'émission télévisée de ce dernier, The Dean Martin Show, qui connaît alors un très vif succès. Sorti en novembre 1966, The Dean Martin TV Show atteint la 34e place du Billboard 200 aux États-Unis et figure toujours dans les charts à l'été 1967. 
Contrairement à ce que son titre suggère, l'album n'est pas la bande-son du Dean Martin Show. Délaissant le style country pop, The Dean Martin TV Show se compose de standards de la pop traditionnelle ; il s'agit là d'une première pour Dean Martin depuis son album de 1964 Dream with Dean.
La sortie de The Dean Martin TV Show et de The Dean Martin Christmas Album à la fin de l'année 1966 est accompagnée de ce que le magazine Billboard a décrit comme une « avalanche de produits dérivés » de la part de Reprise Records et de sa société mère, Warner Music. Le même Billboard déclare que Martin se trouve dans la « meilleure période de sa carrière » et affirme que son label Reprise a prévu d'écouler pour 4 millions de dollars de ses disques pendant les fêtes de Noël.

## Accueil critique
Dans une recension du 26 novembre 1966, le magazine Billboard écrit à propos de The Dean Martin TV Show : « les morceaux choisis sont parmi les meilleurs du genre standard […]. Soutenu par les arrangements exceptionnels d'Ernie Freeman et l'orchestre de Les Brown, Martin est au sommet de sa forme vocale ». William Ruhlmann, sur le site AllMusic, attribue à l'album la note de trois étoiles sur cinq et estime, par comparaison avec les récents enregistrements de Dean Martin assimilables à une « longue série de tubes country-pop inspirés du Nashville sound », que The Dean Martin TV Show, rassemblant des classiques de la pop traditionnelle, a dû procurer un « considérable soulagement » aux plus fidèles admirateurs de l'artiste.

## Liste des titres
1. If I Had You (Jimmy Campbell et Reg Connelly, Ted Shapiro) - 2:32
2. What Can I Say After I Say I'm Sorry? (Walter Donaldson, Abe Lyman) - 2:00
3. The One I Love (Belongs to Somebody Else) (Isham Jones, Gus Kahn) - 2:10
4. S'posin' (Paul Denniker, Andy Razaf) - 2:27
5. It's the Talk of the Town (Jerry Livingston, Al J. Neiburg, Marty Symes) - 2:20
6. Baby Won't You Please Come Home (Charles Warfield, Clarence Williams) - 2:05
7. I've Grown Accustomed to Her Face (Alan Jay Lerner, Frederick Loewe) - 2:12
8. Just Friends (John Klenner, Sam M. Lewis) - 2:37
9. The Things We Did Last Summer (Sammy Cahn, Jule Styne) - 2:37
10. Home (Harry Clarkson, Peter van Steeden) - 2:27[1]